# 大島中央公園
大島中央公園（おおしまちゅうおうこうえん）は、富山県射水市にある地区公園。
公園のデザインは、郷土の森をテーマに多くの樹木を植えた自然公園型となっている。
屋内遊具場やグラウンド、ウォーキング・ランニングコースを完備。

## 主な施設

### 屋内遊具場
遊ぼ〜館
木造平屋建て377m2で、居住地を問わずどんな人でも無料で利用可能。
営業時間は午前9時から午後5時。年末年始（12月28日～1月3日）は休業。

### グラウンド
旧、コミュニティー広場。面積16,000m2。グラウンドには照明設備があり、約340人収容できる観客席もある。
利用料金は個人利用の場合全面980円で、半面の場合480円。照明代は別（全灯の場合：3360円、半灯の場合：1680円）。

### ウォーキング・ランニングコース
1周700メートルで、無料で使うことが出来る。自転車、キックボードなどの乗り入れは禁止。射水市内で開催されているさわやかマラソンでも使用されている。

### ふわふわドーム
中に空気が入った飛んで遊ぶ遊具。遊具が損傷するため、尖ったものや安全のため危険な行為は禁止。利用時間は午前九時から午後五時まで。また、雨天時など天候が悪い時は使用禁止。冬季は遊具の周りが柵で囲まれ入れないようになっている。

## 過去に存在した施設

### テニスコート
2,100m2、コート3面、クラブハウス1棟、照明灯4基。

### ミニ体育館
481m2、木造平屋建、管理棟の役割も持っていた。

### 時の館
設計はイギリスのゴードン・ベンソンとアラン・フォーサイス両氏。南北に貫くコンクリート壁を境に竹、葦で作った左半分が『過去』、ピラミッド形の右半分が『未来』を象徴し、中央の壁には『水時計』がはめ込まれていた。総工費は6,310万円。

### イベント広場
野外ステージあり。500m2

## 歴史
- 1984年
  - 6月12日 - 都市計画決定[11]。
  - 9月 - 都市公園『大島町中央公園』として事業認可を受ける[1]。
- 1985年3月1日 - 開設[11]。
- 1993年7月20日 - 時の館の竣工式[9]。
- 1994年7月 - 大島中央公園完成[12]。
- 2005年4月8日 - わんぱく広場にヨシダから500万円の寄付を受け大島町（当時）が新たに購入した大型遊具がお目見えする[13]。
- 2011年6月 - 射水市役所の建設予定地が大島中央公園横に決定[14]。
- 2019年1月10日 - 遊ぼ〜館オープン[3]。